# За велика България
Вижте пояснителната страница за други значения на Воля.
„Воля“ (до 2016 г. наречена „Днес“, а преди това „Либерален алианс“) е българска дяснопопулистка политическа партия. Тя е основана на 15 юли 2007 г. по инициатива на варненския бизнесмен Веселин Марешки. Седалището на партията е гр. Варна, ж.к. Младост, бул. „Република“, сградата на „Медицински център Младост“.

## История

### Учредяване
След неуспеха на създадената през 2005 г. партия „Национално движение за свобода и демокрация“ (НДСД) и напускането две години по късно от РЗС, на 15 юли 2007 г. Веселин Марешки регистрира и учредява партия „Либерален Алианс“ (ЛА) с централен щаб гр. Варна, ж.к. „Младост“, бул. Република, сградата на Медицински център „Младост“ (която е негова собственост).

### Организация
Централни и местни органи на Либерален алианс:
- Централни органи – Конгрес; Председателски съвет (ПС); Национален съвет (НС); Национален изпълнителен съвет (НИС); Областен изпълнителен съвет (ОИС); Общински изпълнителен съвет (ОБИС); Лидер (председател) и Партийна контролна комисия (ПКК).
- Местни органи – общински координатори; общински събрания; областни координатори; областни съвети.

### Цели
- Да се бори и участва в българския политически живот като защитава правата на човека и неговата свобода.
- При участие в управлението да съдейства за изграждането на социално ориентирана пазарна икономика, която да подобри българския социален живот.
- Да работи за установяване на религиозна и етническа търпимост, за равнопоставеност между половете и митрополитите.

### Символи
Символите на Либерален алианс са:
- знаме – знамето представлява бял флаг с емблемата на партията, разположена в средата;
- емблема – емблемата представлява бял гълъб на син фон, с надпис под гълъба „ЛА“ с бели букви, а по контура изписано пълното име на партията.

### Лидери
- Веселин Марешки (от 15 юли 2007 г.)

### Коалиция
На 4 ноември 2012 г. в хотел „Шератон“ в гр. София, председателят Веселин Марешки създава коалиция с РЗС – Коалиция за ред законност и справедливост, която получава името РЗС Янев – Марешки.

## Участия в избори
Партията е регистрирана в изборите за общински съветници и кметове на 28 октомври 2007 г. и на 23 октомври 2011 г., както и в изборите за избиране на народни представители на 5 юли 2009 г. На европейските избори през 2019 г. е част от коалиция ВОЛЯ – Българските Родолюбци. През февруари 2021 г. за изборите за народно събрание е обявена Патриотична коалиция – „Воля“ и НФСБ. На изборите през юли към тях се присъединява и ВМРО-БНД в коалиция Българските патриоти. На изборите през ноември участва самостоятелно.
| година | избори               | гласове    | %          | резултат |
| ------ | -------------------- | ---------- | ---------- | -------- |
| 2009   | Народно събрание     | не участва | не участва | –        |
| 2009   | Европейски парламент | не участва | не участва | –        |
| 2013   | Народно събрание     | 8 873      | 0,25%      | 0 / 240  |
| 2014   | Народно събрание     | не участва | не участва | –        |
| 2014   | Европейски парламент | не участва | не участва | –        |
| 2017   | Народно събрание     | 145 637    | 4,15%      | 12 / 240 |
| 2019   | Европейски парламент | 70 830     | 3,62%      | 0 / 17   |
| 2021*  | Народно събрание     | 75 921     | 2,37%      | 0 / 240  |
| 2021*  | Народно събрание     | 85 795     | 3,14%      | 0 / 240  |
| 2021   | Народно събрание     | 7 081      | 0,27%      | 0 / 240  |
| 2022   | Народно събрание     | не участва | не участва | –        |